# Olympische Sommerspiele 1996/Teilnehmer (Niederlande)
| Gelbes Symbol für Goldmedaillen mit stilisierten Olympischen Ringen | Graues Symbol für Silbermedaillen mit stilisierten Olympischen Ringen | Braundes Symbol für Bronzemedaillen mit stilisierten Olympischen Ringen |
| ------------------------------------------------------------------- | --------------------------------------------------------------------- | ----------------------------------------------------------------------- |
| 4                                                                   | 5                                                                     | 10                                                                      |

Die Niederlande nahmen an den Olympischen Sommerspielen 1996 in Atlanta, USA, mit einer Delegation von 239 Sportlern (137 Männer und 102 Frauen) teil.
Fahnenträger bei der Eröffnungsfeier war der Ruderer Nico Rienks.

## Medaillengewinner
Mit vier gewonnenen Gold-, fünf Silber- und zehn Bronzemedaillen belegte das niederländische Team Platz 15 im Medaillenspiegel.

### Gold
| Name/n | Sportart   | Wettkampf                   |
| --- | ---------- | --------------------------- |
| Floris Jan Bovelander, Guus Vogels, Maurits Crucq, Jacques Brinkman, Tycho van Meer, Marc Delissen, Ronald Jansen, Jeroen Delmee, Bram Lomans, Taco van den Honert, Ronald Jansen, Teun de Nooijer, Erik Jazet, Remco van Wijk, Wouter van Pelt, Leo Klein Gebbink & Stephan Veen | Hockey     | Herrenturnier               |
| Bart Brentjens | Radsport   | Mountainbike, Cross-Country |
| Koos Maasdijk, Ronald Florijn, Jeroen Duyster, Michiel Bartman, Henk-Jan Zwolle, Niels van der Zwan, Niels van Steenis, Diederik Simon & Nico Rienks | Rudern     | Achter                      |
| Peter Blangé, Rob Grabert, Guido Görtzen, Henk-Jan Held, Misha Latuhihin, Jan Posthuma, Brecht Rodenburg, Richard Schuil, Bas van de Goor, Mike van de Goor, Olof van der Meulen & Ronald Zwerver                                                                                 | Volleyball | Herrenturnier               |

### Silber
| Name/n                                                                        | Sportart | Wettkampf                   |
| ----------------------------------------------------------------------------- | -------- | --------------------------- |
| Ingrid Haringa                                                                | Radsport | Frauen, Punkterennen        |
| Anky van Grunsven                                                             | Reiten   | Dressur, Einzel             |
| Tineke Bartels, Gonnelien Rothenberger, Sven Rothenberger & Anky van Grunsven | Reiten   | Dressur, Mannschaft         |
| Maarten van der Linden & Pepijn Aardewijn                                     | Rudern   | Leichtgewichts-Doppelzweier |
| Margriet Matthijsse                                                           | Segeln   | Frauen, Europe              |

### Bronze
| Name/n | Sportart  | Wettkampf                                             |
| --- | --------- | ----------------------------------------------------- |
| Mijntje Donners, Dillianne van den Boogaard, Fleur van de Kieft, Stella de Heij, Noor Holsboor, Florentine Steenberghe, Willemijn Duyster, Nicole Koolen, Carole Thate, Ellen Kuipers, Jacqueline Toxopeus, Josepha Teeuwen, Jeannette Lewin, Suzanne Plesman, Wietske de Ruiter & Suzan van der Wielen | Hockey    | Damenturnier                                          |
| Mark Huizinga | Judo      | Mittelgewicht                                         |
| Jennifer Gal | Judo      | Frauen, Halbmittelgewicht                             |
| Claudia Zwiers | Judo      | Frauen, Mittelgewicht                                 |
| Ingrid Haringa | Radsport  | Frauen, Sprint                                        |
| Sven Rothenberger | Reiten    | Dressur, Einzel                                       |
| Irene Eijs & Eeke van Nes | Rudern    | Frauen, Doppelzweier                                  |
| Kirsten Vlieghuis | Schwimmen | Frauen, 400 Meter Freistil Frauen, 800 Meter Freistil |
| Roy Heiner | Segeln    | Finn-Dinghy                                           |

## Teilnehmer nach Sportarten

### Badminton
- Joris van Soerland
Einzel: 17. Platz
- Jeroen van Dijk
Einzel: 17. Platz
- Ron Michels
Einzel: 33. Platz
Mixed, Doppel: 9. Platz
- Eline Coene
Frauen, Doppel: 9. Platz
- Erica van den Heuvel
Frauen, Doppel: 9. Platz
Mixed, Doppel: 9. Platz

### Baseball
- Herrenteam
5. Platz
- Kader
Eric de Bruin
André van Maris
Eddie Dix
Geoffrey Kohl
Marcel Joost
Eelco Jansen
Byron Ward
Johnny Balentina
Giel ten Bosch
Jeffrey Cranston
Danny Wout
Tom Nanne
Paul Nanne
Evert-Jan ’t Hoen
Marlon Fluonia
Rob Cordemans
Adonis Kemp
Marcel Kruijt
Edsel Martis
Peter Callenbach

### Bogenschießen
- Ljudmyla Arschannikowa
Frauen, Einzel: 15. Platz
- Christel Verstegen
Frauen, Einzel: 27. Platz

### Hockey
- Herrenteam
Gold
- Kader
Ronald Jansen
Bram Lomans
Leo Klein Gebbink
Erik Jazet
Tycho van Meer
Wouter van Pelt
Marc Delissen
Jacques Brinkman
Maurits Crucq
Stephan Veen
Floris Jan Bovelander
Jeroen Delmeé
Guus Vogels
Teun de Nooijer
Remco van Wijk
Taco van den Honert
- Damenteam
Bronze
- Kader
Jacqueline Toxopeus
Stella de Heij
Fleur van de Kieft
Carole Thate
Ellen Kuipers
Jeannette Lewin
Nicky Koolen
Dillianne van den Boogaard
Margje Teeuwen
Mijntje Donners
Willemijn Duyster
Suzanne Plesman
Noor Holsboer
Florentine Steenberghe
Wietske de Ruiter
Suzan van der Wielen

### Judo
- Patrick Klas
Halbmittelgewicht: 17. Platz
- Mark Huizinga
Mittelgewicht: Bronze
- Ben Sonnemans
Halbschwergewicht: 5. Platz
- Danny Ebbers
Schwergewicht: 21. Platz
- Tamara Meijer
Frauen, Superleichtgewicht: 9. Platz
- Jessica Gal
Frauen, Leichtgewicht: 13. Platz
- Jenny Gal
Frauen, Halbmittelgewicht: Bronze
- Claudia Zwiers
Frauen, Mittelgewicht: Bronze
- Karin Kienhuis
Frauen, Halbschwergewicht: 15. Platz
- Angelique Seriese
Frauen, Schwergewicht: 18. Platz

### Kanu
- Michael Reys
Einer-Kajak, Slalom: 11. Platz
- Frits Sins
Einer-Kajak, Slalom: 37. Platz

### Leichtathletik
- Marko Koers
1500 Meter: 7. Platz
- Bert van Vlaanderen
Marathon: 45. Platz
- Laurens Looije
Stabhochsprung: 23. Platz in der Qualifikation
- Marcel Dost
Zehnkampf: 18. Platz
- Jack Rosendaal
Zehnkampf: 21. Platz
- Stella Jongmans
Frauen, 800 Meter: Halbfinale
- Anne van Schuppen
Frauen, Marathon: 41. Platz
- Sharon Jaklofsky
Frauen, Weitsprung: Finale
- Jacqueline Goormachtigh
Frauen, Diskuswurf: 21. Platz in der Qualifikation
- Corrie de Bruin
Frauen, Diskuswurf: 38. Platz in der Qualifikation

### Radsport
- Erik Dekker
Straßenrennen, Einzel: 38. Platz
Einzelzeitfahren: 11. Platz
- Erik Breukink
Straßenrennen, Einzel: 45. Platz
Einzelzeitfahren: 17. Platz
- Aart Vierhouten
Straßenrennen, Einzel: 56. Platz
- Tristan Hoffman
Straßenrennen, Einzel: 108. Platz
- Danny Nelissen
Straßenrennen, Einzel: 111. Platz
- Dirk Jan van Hameren
1000 Meter Zeitfahren: 12. Platz
- Peter Pieters
4000 Meter Einzelverfolgung: In der Qualifikation ausgeschieden
Punkterennen: 21. Platz
- Jarich Bakker
4000 Meter Mannschaftsverfolgung: 12. Platz
- Robert Slippens
4000 Meter Mannschaftsverfolgung: 12. Platz
- Richard Rozendaal
4000 Meter Mannschaftsverfolgung: 12. Platz
- Peter Schep
4000 Meter Mannschaftsverfolgung: 12. Platz
- Bart Brentjens
Mountainbike, Cross-Country: Gold
- Marcel Arntz
Mountainbike, Cross-Country: DNF
- Yvonne Brunen
Frauen, Straßenrennen, Einzel: 26. Platz
Frauen, Einzelzeitfahren: 19. Platz
- Elsbeth van Rooy-Vink
Frauen, Straßenrennen, Einzel: 28. Platz
Frauen, Mountainbike, Cross-Country: 5. Platz
- Ingrid Haringa
Frauen, Straßenrennen, Einzel: DNF
Frauen, Sprint: Bronze 
Frauen, Punkterennen: Silber

### Reiten
- Anky van Grunsven
Dressur, Einzel: Silber 
Dressur, Mannschaft: Silber
- Sven Rothenberger
Dressur, Einzel: Bronze 
Dressur, Mannschaft: Silber
- Tineke Bartels
Dressur, Einzel: 12. Platz
Dressur, Mannschaft: Silber
- Gonnelien Rothenberger-Gordijn
Dressur, Einzel: 13. Platz
Dressur, Mannschaft: Silber
- Jan Tops
Springreiten, Einzel: 7. Platz
Springreiten, Mannschaft: 7. Platz
- Jos Lansink
Springreiten, Einzel: 11. Platz
Springreiten, Mannschaft: 7. Platz
- Emile Hendrix
Springreiten, Einzel: 29. Platz in der Qualifikation
Springreiten, Mannschaft: 7. Platz
- Bert Romp
Springreiten, Einzel: 40. Platz in der Qualifikation
Springreiten, Mannschaft: 7. Platz

### Rudern
- Sjors van Iwaarden
Zweier ohne Steuermann: 17. Platz
- Kai Compagner
Zweier ohne Steuermann: 17. Platz
- Sander van der Marck
Doppelvierer: 10. Platz
- Adri Middag
Doppelvierer: 10. Platz
- Joris Loefs
Doppelvierer: 10. Platz
- Pieter van Andel
Doppelvierer: 10. Platz
- Henk-Jan Zwolle
Achter: Gold
- Diederik Simon
Achter: Gold
- Michiel Bartman
Achter: Gold
- Koos Maasdijk
Achter: Gold
- Niels van der Zwan
Achter: Gold
- Niels van Steenis
Achter: Gold
- Ronald Florijn
Achter: Gold
- Nico Rienks
Achter: Gold
- Jeroen Duyster
Achter: Gold
- Maarten van der Linden
Leichtgewichts-Doppelzweier: Silber
- Pepijn Aardewijn
Leichtgewichts-Doppelzweier: Silber
- Irene Eijs
Frauen, Doppelzweier: Bronze 
Frauen, Doppelvierer: 6. Platz
- Eeke van Nes
Frauen, Doppelzweier: Bronze 
Frauen, Doppelvierer: 6. Platz
- Elien Meijer
Zweier ohne Steuerfrau: 8. Platz
- Anneke Venema
Zweier ohne Steuerfrau: 8. Platz
- Meike van Driel
Frauen, Doppelvierer: 6. Platz
- Nelleke Penninx
Frauen, Doppelvierer: 6. Platz
- Femke Boelen
Frauen, Achter: 6. Platz
- Marleen van der Velden
Frauen, Achter: 6. Platz
- Astrid van Koert
Frauen, Achter: 6. Platz
- Marieke Westerhof
Frauen, Achter: 6. Platz
- Rita de Jong
Frauen, Achter: 6. Platz
- Tessa Knaven
Frauen, Achter: 6. Platz
- Tessa Appeldoorn
Frauen, Achter: 6. Platz
- Muriel van Schilfgaarde
Frauen, Achter: 6. Platz
- Jissy de Wolf
Frauen, Achter: 6. Platz
- Laurien Vermulst
Frauen, Leichtgewichts-Doppelzweier: 6. Platz
- Ellen Meliesie
Frauen, Leichtgewichts-Doppelzweier: 6. Platz

### Schießen
- Hennie Dompeling
Skeet: 15. Platz
- Eric Swinkels
Skeet: 32. Platz

### Schwimmen
- Pieter van den Hoogenband
50 Meter Freistil: 9. Platz
100 Meter Freistil: 4. Platz
200 Meter Freistil: 4. Platz
4 × 100 Meter Freistil: 5. Platz
4 × 200 Meter Freistil: 7. Platz
4 × 100 Meter Lagen: 10. Platz
- Mark Veens
4 × 100 Meter Freistil: 5. Platz
- Pie Geelen
4 × 100 Meter Freistil: 5. Platz
- Martin van der Spoel
4 × 100 Meter Freistil: 5. Platz
4 × 200 Meter Freistil: 7. Platz
200 Meter Lagen: 10. Platz
4 × 100 Meter Lagen: 10. Platz
- Marcel Wouda
4 × 200 Meter Freistil: 7. Platz
200 Meter Lagen: 4. Platz
400 Meter Lagen: 5. Platz
- Mark van der Zijden
4 × 200 Meter Freistil: 7. Platz
- Tim Hoeijmans
4 × 200 Meter Freistil: 7. Platz
- Benno Kuipers
100 Meter Brust: 18. Platz
4 × 100 Meter Lagen: 10. Platz
- Stefan Aartsen
100 Meter Schmetterling: 23. Platz
200 Meter Schmetterling: 13. Platz
4 × 100 Meter Lagen: 10. Platz
- Marianne Muis
Frauen, 50 Meter Freistil: 9. Platz
Frauen, 4 × 100 Meter Freistil: 4. Platz
- Angela Postma
Frauen, 50 Meter Freistil: 10. Platz
- Karin Brienesse
Frauen, 100 Meter Freistil: 8. Platz
Frauen, 4 × 100 Meter Freistil: 4. Platz
Frauen, 4 × 200 Meter Freistil: 6. Platz
Frauen, 4 × 100 Meter Lagen: 12. Platz
- Kirsten Vlieghuis
Frauen, 400 Meter Freistil: Bronze 
Frauen, 800 Meter Freistil: Bronze 
Frauen, 4 × 200 Meter Freistil: 6. Platz
- Carla Geurts
Frauen, 400 Meter Freistil: 6. Platz
Frauen, 800 Meter Freistil: 7. Platz
Frauen, 4 × 200 Meter Freistil: 6. Platz
- Minouche Smit
Frauen, 4 × 100 Meter Freistil: 4. Platz
Frauen, 4 × 200 Meter Freistil: 6. Platz
Frauen, 200 Meter Lagen: 7. Platz
- Wilma van Rijn-van Hofwegen
Frauen, 4 × 100 Meter Freistil: 4. Platz
Frauen, 4 × 100 Meter Lagen: 12. Platz
- Manon Masseurs
Frauen, 4 × 100 Meter Freistil: 4. Platz
- Patricia Stokkers
Frauen, 4 × 200 Meter Freistil: 6. Platz
- Madelon Baans
Frauen, 100 Meter Brust: 21. Platz
Frauen, 4 × 100 Meter Lagen: 12. Platz
- Brenda Starink
Frauen, 4 × 100 Meter Lagen: 12. Platz

### Segeln
- Martijn van Geemen
Windsurfen: 18. Platz
- Roy Heiner
Finn-Dinghy: Bronze
- Ben Kouwenhoven
470er: 24. Platz
- Jan Kouwenhoven
470er: 24. Platz
- Serge Kats
Laser: 13. Platz
- Ron van Teylingen
Tornado: 9. Platz
- Herbert Dercksen
Tornado: 9. Platz
- Willem Potma
Soling: 15. Platz
- Frank Hettinga
Soling: 15. Platz
- Gerhard Potma
Soling: 15. Platz
- Dorien de Vries
Frauen, Windsurfen: 10. Platz
- Margriet Matthijsse
Frauen, Europe: Silber

### Softball
- Frauenteam
7. Platz
- Kader
Jacqueline de Heer
Marjolein de Jong
Penny le Noble
Marlies van der Putten
Madelon Beek
Petra Beek
Lucienne Geels
Jacqueline Knol
Anita Kossen
Anouk Mels
Sandra Nieuwveen
Corrine Ockhuijsen
Sonja Pannen
Gonny Reijnen
Martine Stiemer

### Tennis
- Jacco Eltingh
Einzel: 33. Platz
Doppel: 4. Platz
- Jan Siemerink
Einzel: 33. Platz
- Paul Haarhuis
Einzel: 33. Platz
Doppel: 4. Platz
- Manon Bollegraf
Frauen, Doppel: 4. Platz
- Brenda Schultz-McCarthy
Frauen, Einzel: 9. Platz
Frauen, Doppel: 4. Platz

### Tischtennis
- Danny Heister
Einzel: 33. Platz
Doppel: 9. Platz
- Trinko Keen
Doppel: 9. Platz
- Gerdie Keen
Frauen, Einzel: 33. Platz
Frauen, Doppel: 17. Platz
- Bettine Vriesekoop
Frauen, Einzel: 33. Platz
Frauen, Doppel: 17. Platz
- Mirjam Hooman-Kloppenburg
Frauen, Einzel: 33. Platz
Frauen, Doppel: 17. Platz
- Emily Noor
Frauen, Doppel: 17. Platz

### Volleyball (Beach)
- Michel Everaert
Herrenwettkampf: 17. Platz
- Sander Mulder
Herrenwettkampf: 17. Platz
- Debora Schoon-Kadijk
Frauenwettkampf: 13. Platz
- Lisette van de Ven
Frauenwettkampf: 13. Platz

### Volleyball (Halle)
- Herrenteam
Gold
- Kader
Misha Latuhihin
Henk Jan Held
Brecht Rodenburg
Guido Görtzen
Richard Schuil
Ronald Zwerver
Bas van de Goor
Jan Posthuma
Olof van der Meulen
Peter Blangé
Rob Grabert
Mike van de Goor
- Frauenteam
5. Platz
- Kader
Jerine Fleurke
Saskia van Hintum
Erna Brinkman
Cintha Boersma
Irena Machovcak
Marjolein de Jong
Henriëtte Weersing
Marrit Leenstra
Elles Leferink
Claudia van Thiel
Riëtte Fledderus
Ingrid Visser

### Wasserball
- Herrenteam
10. Platz
- Kader
Arie van de Bunt
Gert de Groot
Arno Havenga
Koos Issard
Bas de Jong
Niels van der Kolk
Marco Kunz
Harry van der Meer
Hans Nieuwenburg
Joeri Stoffels
Eelco Uri
Wyco de Vries